# سونات ویولن شماره ۶ (بتهوون)
سونات ویولن شماره ۶ در لا ماژور، اثر لودویگ فان بتهوون، یک سونات دونوازی برای ویولن و پیانو از مجموعهٔ سه‌گانهٔ اُپوس ۳۰ او (همراه با سونات‌های ویولن شماره ۷ و شماره ۸) و جزو آثار دورهٔ نخستِ آهنگسازیِ اوست و آن را در میان سال‌های ۱۸۰۱ و ۱۸۰۲ تصنیف کرده و در ماه مهٔ ۱۸۰۳ انتشار یافته‌است.
بتهوون هر سه سونات ویولنِ اُپوس ۳۰ را به تزار الکساندر یکم روسیه، که زمانی شاگردِ او بود، اهدا کرد.

## ساختار
این سونات از سه موومان تشکیل شده‌است:
1. آلگرو
2. آداژیو مولتو اِسپرِسیوو
3. آلگرتو کُن واریاتسیونی

اجرای کاملِ سونات ویولن شماره ۶ بتهوون به‌طور معمول ۲۲ دقیقه به‌طول می‌انجامد.